# John Neumeier
John Neumeier   (Milwaukee, 24 de febrer de 1939) és un ballarí estatunidenc, coreògraf i director. Ha estat el director i cap de coreògraf d'Hamburg Ballet des de 1973. Cinc anys després va fundar l'Hamburg Ballet School, que també inclou un internat per a estudiants. El 1996, Neumeier va ser director de ballet de l'Òpera Estatal d'Hamburg.
Estudià en l'Escola del "Royal Ballet". Dansà en companyia del Ballet de Stuttgart de 1963 a 1969. Fou director de ballet a Frankfurt de 1969 a 1973. Coreògraf invitat del "Royal Winnipeg Ballet" des de 1973. Començà a compondre coreografies per les matinées Noverre a Stuttgart. Des del principi demostrà una fàcil i espontània inspiració per la creació coreogràfica.
Entre les seves obres de més èxit cal recordar:
- Rondó (música de diversos autors, 1970);
- Romeu i Gulietta i El trencanous (ambdues el 1971);
- Daemmern (música de Skriabin, 1972);
- Le Baiser de la fée (Stravinski, 1972);
- Dafnis i Cloe (Ravel, 1972);
- Don Joan (C. W. Gluck), 1972;
- La consagració de la primavera (Stravinski, 1972);
- Meyerbeer/Schumann (1974);
- Simfonia núm. 3 (Mahler) (G. Mahler, 1975);
- El llac dels cignes  (1976);
- Hamlet Connotations (A. Copland).

També ha treballat per al "Harkness Ballet", per '"American Ballet Theatre", el Ballet d'Stuttgart, el Ballet Reial Danès i el Ballet del Segle Vint dirigit per Maurice Béjart.